# Atlantic League of Professional Baseball
Pour la ligue de baseball mineur, voir South Atlantic League.
L'Atlantic League of Professional Baseball (plus simplement Atlantic League ou AFPB) est une ligue indépendante de baseball basée sur la côte Est des États-Unis et fondée en 1998. 
En 2021, la ligue compte 8 équipes sans affiliation avec les équipes des ligues majeures. La ligue est néanmoins partenaire avec la MLB dans le développement des joueurs.

## Franchises actuelles (2024)
| Division | Franchise                       | Ville                   | État                 | Stade (capacité)                                        |
| -------- | ------------------------------- | ----------------------- | -------------------- | ------------------------------------------------------- |
| Ouest    | Barnstormers de Lancaster       | Lancaster               | Pennsylvanie         | Clipper Magazine Stadium (6 000)                        |
| Ouest    | Ducks de Long Island            | Central Islip           | New York             | Fairfield Properties Ballpark (6 002)                   |
| Ouest    | FerryHawks de Staten Island     | Staten Island, New York | New York             | SIUH Community Park (7 171)                             |
| Ouest    | Revolution de York              | York                    | Pennsylvanie         | WellSpan Park (5 200)                                   |
| Ouest    | Flying Boxcars de Hagerstown    | Hagerstown              | Maryland             | Hagerstown Multi-Use Sports and Events Facility (3 500) |
| Est      | Dirty Birds de Charleston       | Charleston              | Virginie-Occidentale | GoMart Ballpark (4 500)                                 |
| Est      | Honey Hunters de Gastonia       | Gastonia                | Caroline du Nord     | CaroMont Health Park (5 000)                            |
| Est      | Rockers de High Point           | High Point              | Caroline du Nord     | Truist Point (4 500)                                    |
| Est      | Counter Clocks de Lexington     | Lexington               | Kentucky             | Counter Clocks Field (6 994)                            |
| Est      | Blue Crabs de Southern Maryland | Waldorf                 | Maryland             | Regency Furniture Stadium (4 200)                       |